# Altenstadt an der Waldnaab
Altenstadt an der Waldnaab (nome ufficiale: Altenstadt a.d.Waldnaab) è un comune tedesco di 5 009 abitanti, situato nel land della Baviera.